# بوهدان توماشفسکی
بوهدان توماشفسکی (لهستانی: Bohdan Tomaszewski؛ ‏ ۱۰ اوت ۱۹۲۱ – ۲۷ فوریهٔ ۲۰۱۵) تنیس‌باز، روزنامه‌نگار و نویسنده اهل لهستان بود. او را «اسطورهٔ روزنامه‌نگاری ورزشی لهستان» نامیده‌اند.
از فیلم‌ها یا مجموعه‌های تلویزیونی که وی در آن‌ها نقش داشته است، می‌توان به بوکسور و چشم‌انداز بعد از نبرد اشاره نمود.